# Макини (Тексас)
Макини (енгл. McKinney) град је у америчкој савезној држави Тексас. По попису становништва из 2010. у њему је живело 131.117 становника.

## Демографија
Према попису становништва из 2010. у граду је живело 131.117 становника, што је 76.748 (141,2%) становника више него 2000. године.
|                   | 2010.            | 2000.           |
| Укупно            | 131 117 (100,0%) | 54 369 (100,0%) |
| Белци             | 84 547 (64,48%)  | 38 854 (71,46%) |
| Хиспаноамериканци | 24 406 (18,61%)  | 9 876 (18,16%)  |
| Афроамериканци    | 13 751 (10,49%)  | 3 913 (7,197%)  |
| Азијати           | 5 325 (4,061%)   | 811 (1,492%)    |
| Остали            | 3 088 (2,355%)   | 915 (1,683%)    |